# Cristilabrum bilarnium
Cristilabrum bilarnium är en snäckart som beskrevs av Alan Solem 1981. Cristilabrum bilarnium ingår i släktet Cristilabrum och familjen Camaenidae. Inga underarter finns listade i Catalogue of Life.